# 房地產自有率

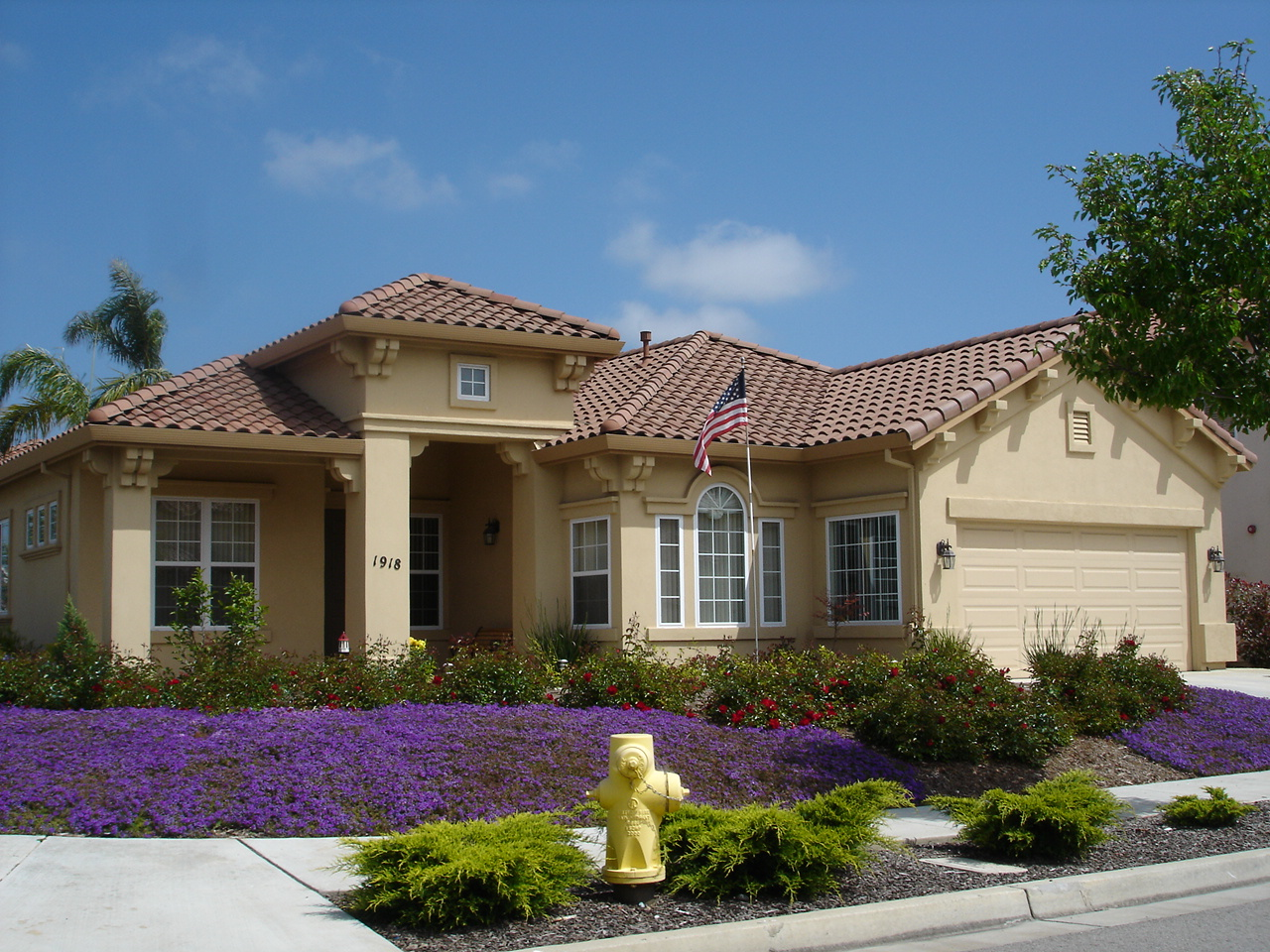
一座位于利福尼亚州的萨利纳斯独栋别墅被估值$550,000

房地產自有率（英語：home-ownership rate），港澳台和新马称房地产自有率。由於世界各地的差異，每個地區對於房地產自有率都有不同的定義，各國計算的數值依照各國實際住房情況而分別制定。。
“住房自有率”的含义是指居住在自己拥有产权住房的家庭户数占整个社会住房家庭户数的比例。 在数据获得的方法上，主要是对一定数量家庭住房情况进行抽样调查，得到全部样本家庭及不同人口规模家庭居住于自有产权住房和租房家庭的数量，
计算公式为:住房自有率=（ 居住于自有产权的住房家庭户数/全部住房家庭户数）

## 方法
在美國，房地產自有率是美國人口普查局通過調查住房空置率与住房总数计算得出的。

## 國際比較

美国住房自有率在衰退时期的季度变化比率，

主条目：国家住宅自有率列表
| 国家       | 2002年 | 2009年 | 2014年 |
| ---------- | ------ | ------ | ------ |
| 奥地利     | 56%    | 範例   | 範例   |
| 比利时     | 71%    | 範例   | 範例   |
| 加拿大     | 67%    | 範例   | 範例   |
| 丹麦       | 51%    | 範例   | 範例   |
| 法国       | 55%    | 範例   | 範例   |
| 德国       | 42%    | 42％   | 45.5%  |
| 爱尔兰     | 77%    | 範例   | 範例   |
| 以色列     | 71%    | 範例   | 範例   |
| 挪威       | 77%    | 範例   | 範例   |
| 葡萄牙     | 64%    | 範例   | 範例   |
| 英国       | 69%    | 範例   | 範例   |
| 美国       | 68%    | 範例   | 64.8%  |
| 斯洛文尼亚 | 82%    | 範例   | 範例   |
| 西班牙     | 85%    | 範例   | 範例   |

## 外部連結
- U.S. Census Bureau's Housing Vacancy Survey （页面存档备份，存于）
- （页面存档备份，存于） Rita Yi Man Li， Generation X and Y’s demand for homeownership in Hong Kong， Pacific Rim Property Research Journal，Volume 21, Issue 1, 2015，pp.15–36